# Оліївська сільська рада (Зборівський район)
Олі́ївська сільська́ ра́да — адміністративно-територіальна одиниця та орган місцевого самоврядування у Зборівському районі Тернопільської області. Адміністративний центр — село Оліїв.

## Загальні відомості
Оліївська сільська рада утворена в 1939 році.
- Територія ради: 1,34 км²
- Населення ради: 778 осіб (станом на 2001 рік)
- Територією ради протікає річка Лопушанка

## Населені пункти
Сільській раді підпорядковані населені пункти:
- с. Оліїв

## Склад ради
Рада складається з 15 депутатів та голови.
- Голова ради: Гончаренко Володимир Іванович
- Секретар ради: Зарванська Лариса Петрівна

### Керівний склад попередніх скликань
| Прізвище, ім'я, по батькові   | Основні відомості                                                             | Дата обрання | Дата звільнення |
| ----------------------------- | ----------------------------------------------------------------------------- | ------------ | --------------- |
| Гончаренко Володимир Іванович | Сільський голова, 1977 року народження, освіта середня загальна, безпартійний | 26.03.2006   | 31.10.2010      |
| Гончаренко Володимир Іванович | Сільський голова, 1977 року народження, освіта середня загальна, безпартійний | 31.10.2010   |                 |

Примітка: таблиця складена за даними сайту Верховної Ради України

### Депутати
За результатами місцевих виборів 2010 року депутатами ради стали:

#### За суб'єктами висування
| Суб'єкт висування       | Кількість обраних депутатів | %    |
| ----------------------- | --------------------------- | ---- |
| Самовисування           | 14                          | 93,3 |
| Партія «Справедливість» | 1                           | 6,7  |

#### За округами
| № округу                | Прізвище, ім'я, по батькові         | Дата визнання обраним | Освіта             | Партійна приналежність                        | Відомості про обраного депутата                                                            |
| ----------------------- | ----------------------------------- | --------------------- | ------------------ | --------------------------------------------- | ------------------------------------------------------------------------------------------ |
| Партія «Справедливість» |                                     |                       |                    |                                               |                                                                                            |
| 13                      | Цап Ілля Михайлович                 | 05.11.2010            | середня спеціальна | позапартійний                                 | Тернопільське ВПУ № 4 ім М.Паращука, ученьІ курсу магістратури                             |
| Самовисування           |                                     |                       |                    |                                               |                                                                                            |
| 1                       | Лобур Володимир Петрович            | 05.11.2010            | вища               | позапартійний                                 | Тернопільська КДЮСШ № 3, тренер викладач                                                   |
| 2                       | Лемега Микола Вячеславович          | 05.11.2010            | вища               | позапартійний                                 | Оліївська ЗОСШ І-ІІІ ст., вчитель                                                          |
| 3                       | Робак Михайло Павлович              | 05.11.2010            | середня спеціальна | позапартійний                                 | тимчасово не працює                                                                        |
| 4                       | Демчак Ярослав Саверинович          | 05.11.2010            | середня            | позапартійний                                 | тимчасово не працює                                                                        |
| 5                       | Процик Сергій Романович             | 05.11.2010            | незакінчена вища   | позапартійний                                 | Тернопільський НТУ ім. І.Пулюя, студент v курсу магістратури                               |
| 6                       | Ділай Петро Володимирович           | 05.11.2010            | середня спеціальна | позапартійний                                 | Тернопільське ВПУ № 4 ім. М.Паращука, учень II курсу                                       |
| 7                       | Бучок Ольга Ярославівна             | 05.11.2010            | вища               | позапартійна                                  | тимчасово не працює                                                                        |
| 8                       | Кіт Ольга Григорівна                | 05.11.2010            | середня спеціальна | позапартійна                                  | пенсіонер                                                                                  |
| 9                       | Миць Роман Володимирович            | 05.11.2010            | вища               | член Всеукраїнського об'єднання «Батьківщина» | Оліївська сільська рада, бухгалтер                                                         |
| 10                      | Поврозник Євген Володимирович       | 05.11.2010            | середня спеціальна | позапартійний                                 | Оліївська ЗОСШ І-ІІІ ст., опалювач                                                         |
| 11                      | Сікора Петро Михайлович             | 05.11.2010            | середня            | позапартійний                                 | тимчасово не працює                                                                        |
| 12                      | Большакова Олександра Володимирівна | 05.11.2010            | вища               | позапартійна                                  | Оліївська загальноосвітня школа І-ІІІ ст., заступник директора з навчально-виховної роботи |
| 14                      | Костенко Ігор Федорович             | 05.11.2010            | вища               | позапартійний                                 | тимчасово не працює                                                                        |
| 15                      | Зарванська Лариса Петрівна          | 05.11.2010            | середня спеціальна | позапартійна                                  | Оліївська сільська рада, секретар                                                          |